# Богушинець (Любуське воєводство)
Богушинець (пол. Boguszyniec, нім. Brückendorf) — село в Польщі, у гміні Вітниця Гожовського повіту Любуського воєводства.
Населення — 78 осіб (2011).
У 1975-1998 роках село належало до Гожовського воєводства.

## Демографія
Демографічна структура станом на 31 березня 2011 року:
|          | Загалом | Допрацездатний вік | Працездатний вік | Постпрацездатний вік |
| -------- | ------- | ------------------ | ---------------- | -------------------- |
| Чоловіки | 43      | 11                 | 28               | 4                    |
| Жінки    | 35      | 3                  | 25               | 7                    |
| Разом    | 78      | 14                 | 53               | 11                   |